# Maslačkasti lavlji zub
Maslačkasti lavlji zub  (maslačkasti lavozub, plašćenica, radić, surljam, zvončić; lat. Leontodon saxatilis subsp. saxatilis), zeljasta bilka iz iz porodice glavočika rasprostranjena po gotovo cijeloj Europi; raste i u Hrvatskoj.
Donedavno se smatrala posebnom vrstom pod imenom Leontodon taraxacoides ,danas se vodi kao podvrsta vrste Leontodon saxatilis.

## Sinonimi
- Apargia gouanii Schleich.
- Apargia hirta (L.) Scop.
- Apargia hyoseroides Vest
- Apargia laevis Moench
- Apargia nudicaulis Britton
- Aracium pygmaeum Miq.
- Baldingeria pygmaea F.W.Schmidt
- Bohadschia hirta (L.) F.W.Schmidt
- Colobium hirtum (L.) Roth
- Colobium taraxacoides (Vill.) Holub
- Crepis hirta L.
- Crepis nudicaulis L.
- Hedypnois hirta (L.) Sm.
- Hieracium villarsii Vill. ex Steud.
- Hyoseris cichorioides Steud.
- Hyoseris hirta (L.) Gaertn.
- Hyoseris pygsaea Aiton
- Hyoseris taraxacoides Vill.
- Leontodon bauhini Bubani
- Leontodon bollei Sch.Bip. ex A.Chev.
- Leontodon gouanii Hegetschw.
- Leontodon hastilis var. arenarius Duby
- Leontodon hyoseroides DC.
- Leontodon leysseri (Wallr.) Beck
- Leontodon nudicalyx (Lag.) H.P.Fuchs ex Janch.
- Leontodon nudicaulis (L.) Banks ex Lowe
- Leontodon nudicaulis var. pristis Druce
- Leontodon nudicaulis subsp. taraxacoides (Vill.) Schinz & Thell.
- Leontodon psilocalix Mérat
- Leontodon saxatilis var. arenarius (Duby) P.D.Sell
- Leontodon saxatilis var. pristis (Druce) P.D.Sell
- Leontodon taraxacoides (Vill.) Willd. ex Mérat
- Leontodon taraxaconaster Vand.
- Picris hirta (L.) All.
- Rhagadiolus taraxacoides All.
- Thrincia arenaria Martrin-Donos
- Thrincia glabra Schleich.
- Thrincia hirta (L.) Roth
- Thrincia laevis Lag.
- Thrincia leyseri Wallr.
- Thrincia major Peterm.
- Thrincia mauritanica Spreng.
- Thrincia nudicalyx Lag.
- Thrincia nudicaulis Lowe
- Thrincia psilocalyx Lag. ex Rchb.
- Thrincia psilostachya Lag. ex Webb & Berthel.
- Thrincia pygmaea Pers.
- Thrincia taraxacoides Lacaita
- Thrincia taraxacoides Gaudin
- Thrixa hirta (L.) Dulac
- Tolpis pygmaea Steud.
- Virea nudicaulis House